# District de Tierras Altas
Le district de Tierras Altas est l'une des divisions qui composent la province de Chiriqui, au Panama,. Les normes qui délimitent géographiquement le district ont été établies par la loi 55 du 13 septembre 2013, cependant, à des fins organisationnelles, sa date d'entrée en vigueur a été fixée à l'avenir au 2 mai 2019. Mais, par la loi 22 du 9 mai 2017, la date d'entrée en vigueur a été avancée au 1er juillet 2017,.
Le nom du district provient de son relief montagneux et de l'altitude à laquelle sont situés ses centres de population. Ce district a été séparé de la partie nord du district de Bugaba, plus précisément des communes de La Concepción (Chiriquí), Cerro Punta et Volcán.

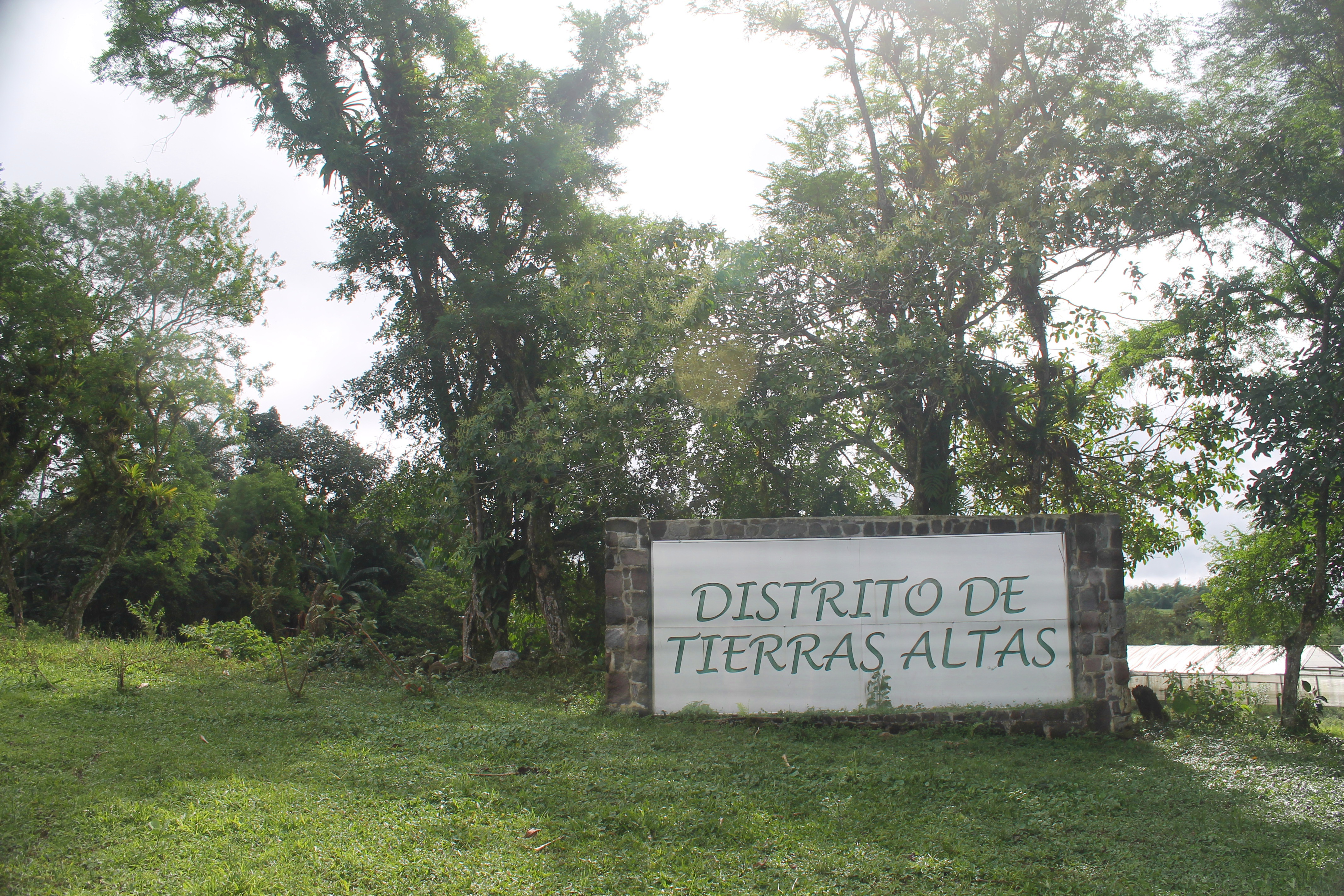
Entrée du district de Tierras Altas.

## Division politico-administrative
Tierras Altas comprend cinq cantons :
- Volcán
- Cerro Punta
- Cuesta de Piedra
- Nueva California
- Paso Ancho

## Crédit d'auteurs
- (es) Cet article est partiellement ou en totalité issu de l’article de Wikipédia en espagnol intitulé « Distrito de Tierras Altas » (voir la liste des auteurs).